# Linum unguiculatum
Linum unguiculatum är en linväxtart som beskrevs av John Jefferson Davis. Linum unguiculatum ingår i släktet linsläktet, och familjen linväxter. Inga underarter finns listade i Catalogue of Life.